# 催淚彈

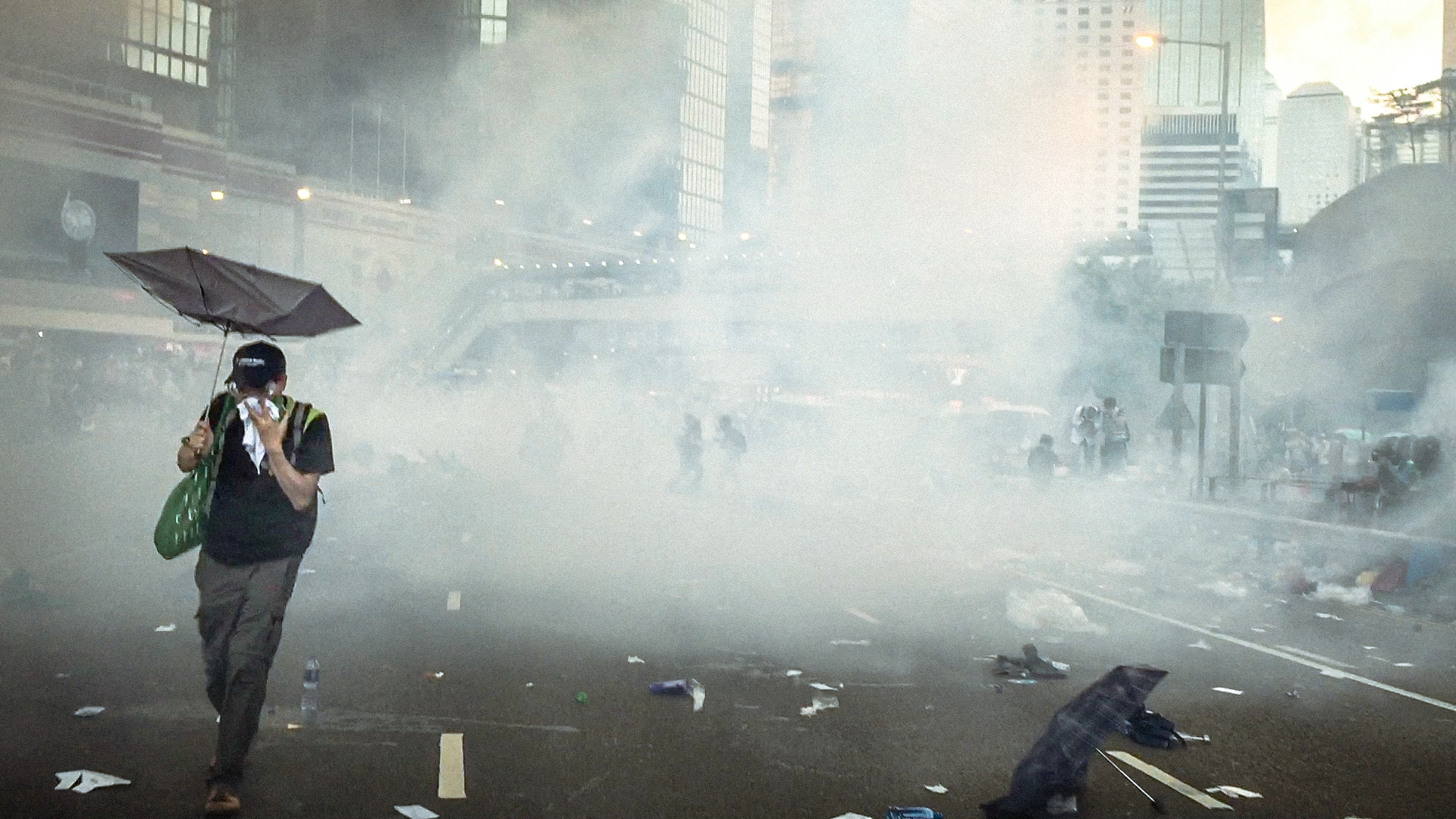
图为2014年，參與雨傘革命的香港示威者佔領政府總部附近的夏慤道，香港警察以催淚彈進行驅散

催淚彈（英語：Tear gas），又稱催淚瓦斯、催淚氣體、催淚煙、催淚性毒氣，是一種裝載催淚性非毒氣的刺激劑或非致命性化學武器。目前常用的催淚劑主要有2-氯苯乙酮（西恩、CN）、鄰-氯代苯亞甲基丙二腈（西埃斯、CS）、二苯並[b,f][1,4]氧雜吖庚因（西阿爾、CR）及辣椒素（OC）等，過去還有鹵代脂肪酮、鹵代芳香酮和鹵代苄等化合物被拿來做為催淚劑。催淚彈主要的效果是刺激眼、鼻、口腔、皮膚和肺部的黏膜部位，能造成嚴重的眼睛疼痛，並迅速出現流淚、噴嚏、咳嗽、噁心、嘔吐、胸痛、頭痛以及皮膚灼痛等症狀，甚至造成視力喪失。
由於催淚彈的影響範圍大、且能遠距離使用，當前世界各國的警隊廣泛將催淚彈應用在鎮壓騷亂的防暴場合。依照催淚劑施放方式，催淚彈可以分成爆炸型催淚彈和燃燒型催淚彈兩種。前者通常透過炸藥爆炸直接釋放催淚劑，後者則透過產生足夠將催淚劑氣化的高溫。而按照投射彈體的方式，催淚彈可以細分成以手投擲的防暴手榴彈、槍發（用防暴槍發射或用步槍發射）的槍榴彈、和煙霧罐等專用發射器幾種。

## 歷史發展

### 早期運用

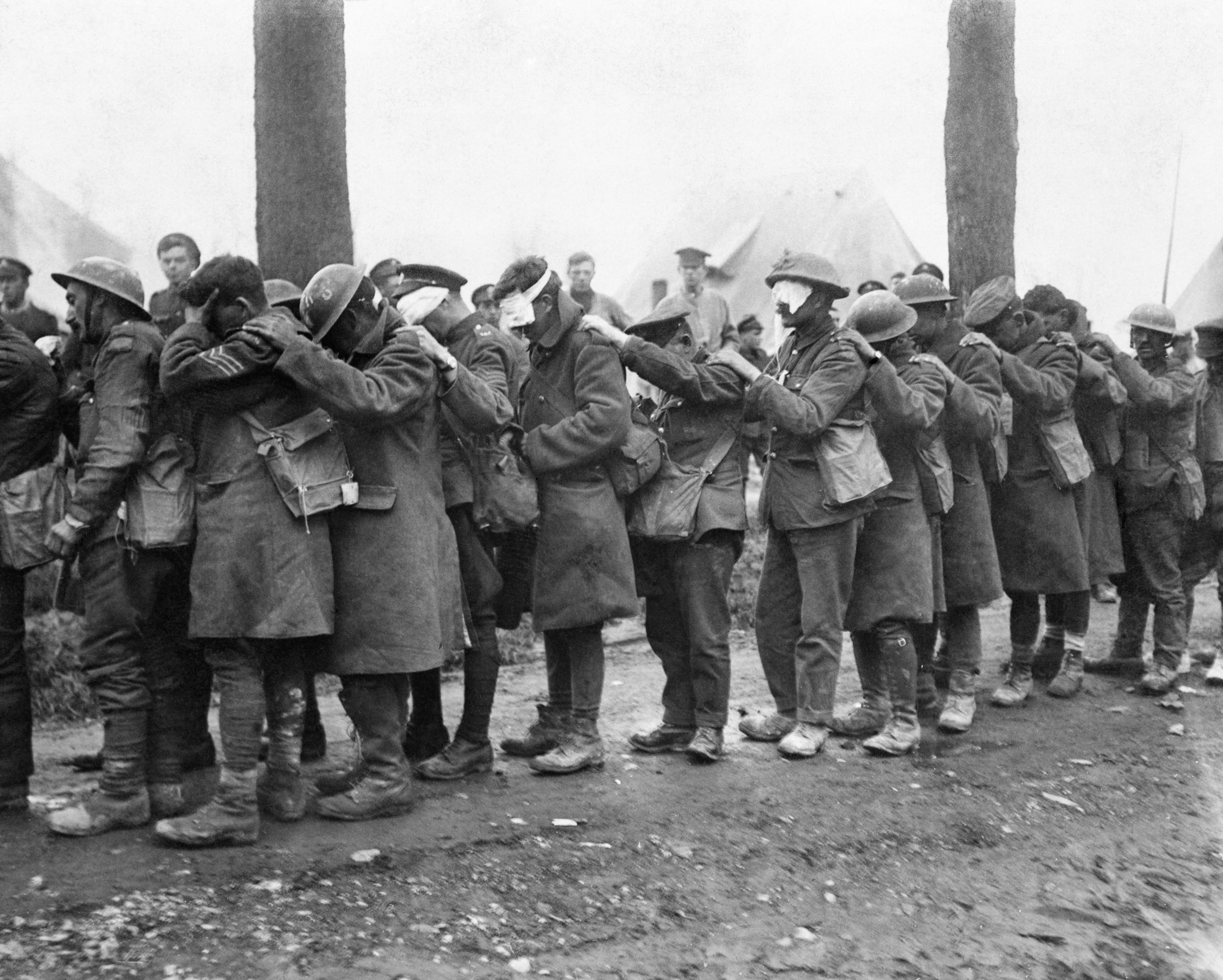
1918年，部分英國士兵在利斯河戰役中因為催淚彈失明，並且等候治療

1912年，法國國家警察在警務中首次使用催淚氣體溴乙酸乙酯。1914年，第一次世界大戰爆發。同年8月，法國軍隊防守西方戰線伊珀爾，首次向德意志帝國陸軍發射裝填溴化二甲苯的手榴彈，希望迫使敵軍離開戰壕，以施放毒氣、砲火攻擊。德國軍隊隨後亦針對此軍事技術積極研究，並在伊珀爾大規模施放氯氣，這讓催淚氣體在第一次世界大戰中發揮重要作用。到了1925年，絕大部分國家簽署、遵守《日內瓦議定書》，明令禁止在戰爭中使用具窒息性、毒性或其他化學氣體，及一切類似的液體、物質、微生物、物體或器件，當中包括催淚氣體。
不過在1919年，美國化學戰服務開發出用於防暴的催淚彈，並在1920年代開始用來鎮壓示威。1921年夏天，大量南方非裔美國人人口進入費城，阿莫斯·弗里斯與其遊說集團便前往該地宣傳，向警察局展示催淚彈的效果。當時各種勞工運動和總罷工大量出現，促成催淚彈的廣告推銷。根據後來美國國會特別調查委員會的統計，在1933年到1937年期間，用來鎮壓勞工運動的催淚氣體訂單累計至12.5億美元。在美國的贊助下，上海公共租界的警察局也開始配備催淚彈，英國因而直接感受到催淚彈的優點。
在1929年，西非奈及利亞殖民地政府在修改社會制度時，被指控剝奪女性的權益，爆發以女性為首的「女性戰爭」，而殖民政府則動用催淚彈驅離。到了1930年代末，英屬印度、新加坡、南非聯邦、奈及利亞、獅子山等殖民地警察部門，陸續正式配備催淚彈。但是在1947年，在一次鎮壓印度監獄的騷亂中，美國提供的催淚彈造成1人死亡、多人受傷，促使英國開始自行研發更安全的化學氣體。1965年，英國宣布正式研發出經過改良的西埃斯催淚性氣體。與原先的催淚氣體相比，西埃斯能造成更嚴重的過敏反應。

### 近代發展

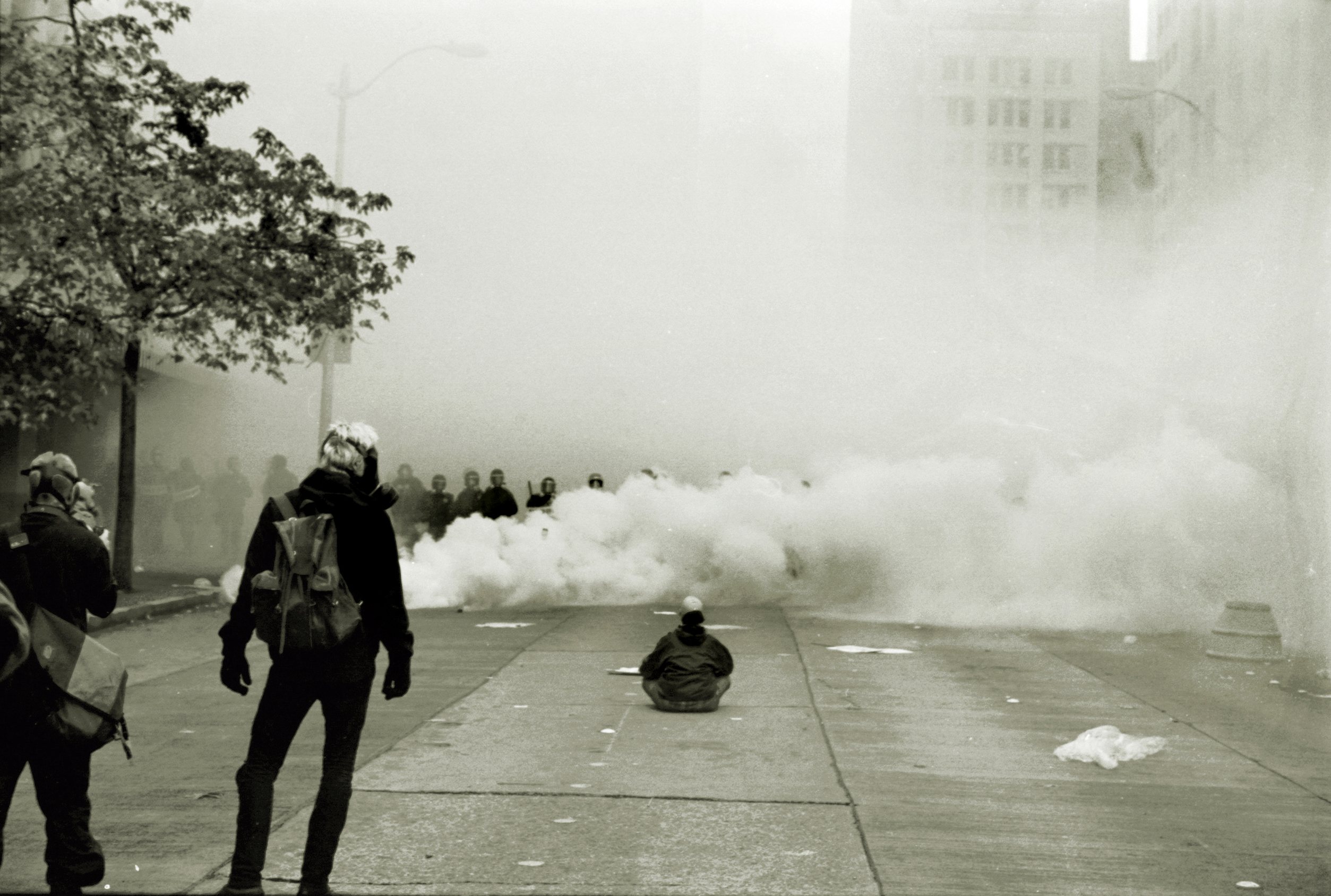
1999年，反對世界貿易組織的1999年西雅圖抗議在美國西雅圖遭遇西雅圖警察的催淚彈襲擊，其中部分人配戴有防毒面具

在越南戰爭期間，美軍使用催淚彈驅趕敵方士兵離開地堡，並且以毒氣及槍彈追擊，這類戰術促使往後對於催淚彈的使用禁令。1969年，英國防暴警察使用催淚彈鎮壓在北愛爾蘭德里博格賽德爆發的暴動，其後發表報告聲稱只要催淚彈的劑量限制在指定水平，便不會對人體構成傷害或致命，這在後來成為許多國家政府繼續應用催淚彈的說辭。在1960年代末至1970年代初，許多催淚彈衍生品也陸陸續續推出，包括含有西埃斯的Mace噴劑、胡椒噴霧等。
1960年和1987年，南韓警察先後使用催淚彈殺害金朱烈及李韓烈，引發大規模示威運動。而在1980年代，在鎮壓民主運動的過程，南韓創下在17天內發射35萬枚催淚彈的紀錄。同一時期，英國黑人社區在抗議警方暴力的示威中，政府亦使用催淚彈鎮壓，但因媒體報導引發民眾反彈。到了1997年，《禁止化學武器公約》生效。《禁止化學武器公約》禁止把催淚彈等防暴劑列入戰爭手段使用，但是對於處理國內示威騷亂時的防暴執法，則未禁止使用催淚彈。而在2013年，土耳其塔克西姆蓋齊公園爆發反政府抗議運動，警方最初20天釋放13萬枚催淚彈，用光該國整年份庫存。
在這期間，英國、美國和委內瑞拉醫學協會亦曾先後反對運用催淚彈，土耳其在相關研究部分則處在領先地位。同時，儘管世界衛生組織曾出版刊物討論催淚彈問題，但是並沒有全球規模的影響研究。美國耶魯大學醫學院藥理學家斯文-埃里克·滕德（Sven-Eric Jordt）便認為，催淚彈對於人體健康影響的研究並未完善，且數據已經非常過時。其中，大多數催淚彈的安全數據都是在1960年代以前所搜集到的資料，並且是來自年輕且身體健康的軍人。

## 主要組成

### 刺激物質

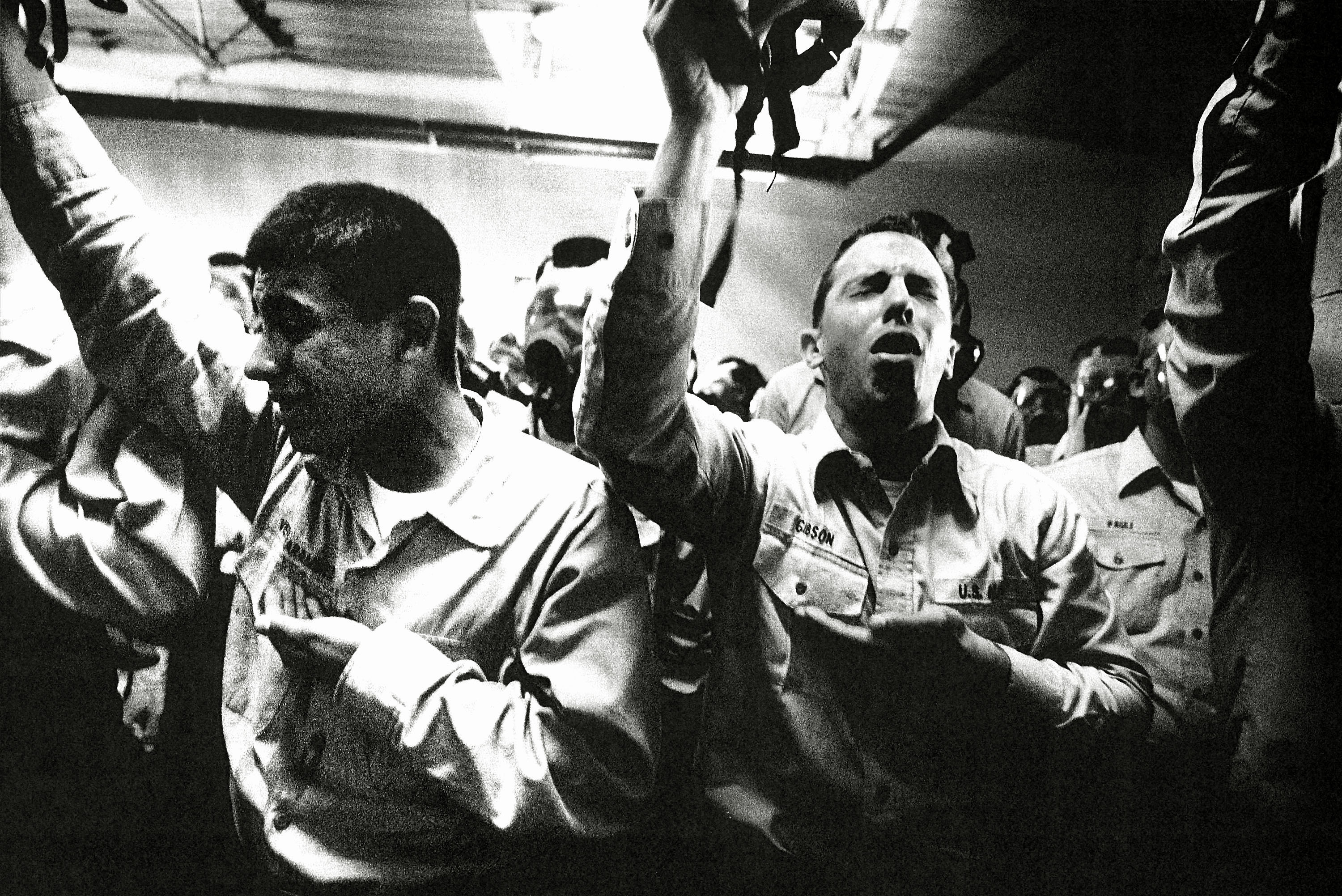
1999年，美國海軍士兵在新兵訓練中體驗催淚氣體所造成的影響

催淚彈是非致命性的氣體化學武器，主要透過刺激有生目標的眼、上呼吸道等部位，使人暫時失去抵抗能力。大部分催淚性刺激劑是以粉末狀態裝填，並藉由固體化合物氣膠、或液體化合物蒸發發揮功效；目前最常使用的刺激劑有2-氯苯乙酮（西恩、CN）、鄰-氯代苯亞甲基丙二腈（西埃斯、CS）、二苯並[b,f][1,4]氧雜吖庚因（西阿爾、CR）及辣椒素（OC）等成分。而在過去，鹵代脂肪酮、鹵代芳香酮和鹵代苄等化合物也曾經被用來當作催淚劑。
催淚性的刺激劑通常會被粉碎成相當細小的粉末，裝填至手榴彈或槍榴彈中使用。第一代催淚劑主要由西恩催淚劑製成。不過由於西恩的催淚效果較不顯著，持續的作用時間較短、毒性較大，新一代的催淚彈則普遍採用西埃斯，其使用範圍及安全性亦有大幅提升。西埃斯是目前催淚彈最為廣泛使用的化學物質，能夠釋放刺激流淚的氣體，並透過噴射或手榴彈形式施放。英國、美國的軍警還裝備西阿爾催淚彈，主要的特點有安全性大、毒性低、副作用小、性質穩定。
不過由於西恩、西埃斯、西阿爾在使用過後，多少會帶給人體相對持久的副作用，這些催淚劑逐漸被毒性更低、刺激效果更好的辣椒素所取代。辣椒素催淚劑是讓施用對象的皮膚產生灼熱感來發揮作用，其副作用小；同時，由於辣椒素是純天然物質，使用後的剩餘物質可以自然分解，不會對環境造成汙染。相對地，西恩和西埃斯催淚劑的剩餘物質難以清除，且前者曾累積許多中毒紀錄。

### 其他成分

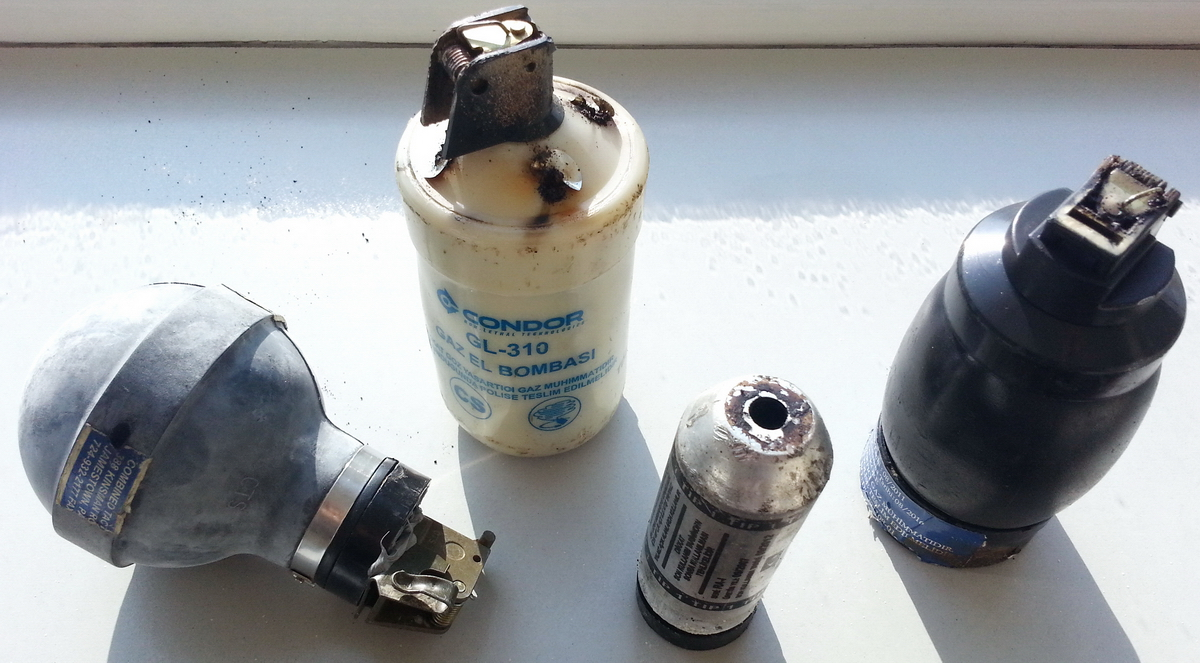
2013年，在土耳其伊斯坦堡收集到的各類催淚彈彈體

催淚彈的主要成分除了讓具有黏膜的眼、鼻、口腔變得敏感的催淚藥劑外，還有以幫助加溫、散佈催淚物質為目的的組成材料。為了讓催淚劑能像氣體般散佈出去，催淚彈需要加入二氯甲烷等揮發成分，讓後者帶著粉末在空氣中擴散。催淚彈還加入其他的化學物質，透過熱量來擴散刺激物質。
催淚彈的組成成分還有碳、硝酸鉀、矽、蔗糖、氯酸鉀、碳酸鎂、硝化纖維等。碳通常是由木頭加熱碳化而成，在拔掉保險插梢後，便會開始悶燒。硝酸鉀則負責提供氧氣，用來維持木炭的燃燒。隨著木炭的燃燒，矽反應成為二氧化矽，並點燃其他化學成分。蔗糖則是作為燃料，在其熔化後，能夠以相對較低的溫度讓催淚物質得以揮發。
氯酸鉀則是氧化劑，在燃燒時會釋放出大量的氧氣。而在燃燒後，氯酸鉀會反應成為氯化鉀，同樣能夠製造煙霧。但由於氯酸鉀在接觸到酸時存在爆炸性質，催淚彈便加入在瀉藥中經常見到的碳酸鎂，中和在過程中可能產生的酸性物質。碳酸鎂在加熱後則會產生二氧化碳，這也是煙霧的組成之一。硝化纖維則是作為混合劑，確保所有的成分能夠均勻混和。

### 彈體結構

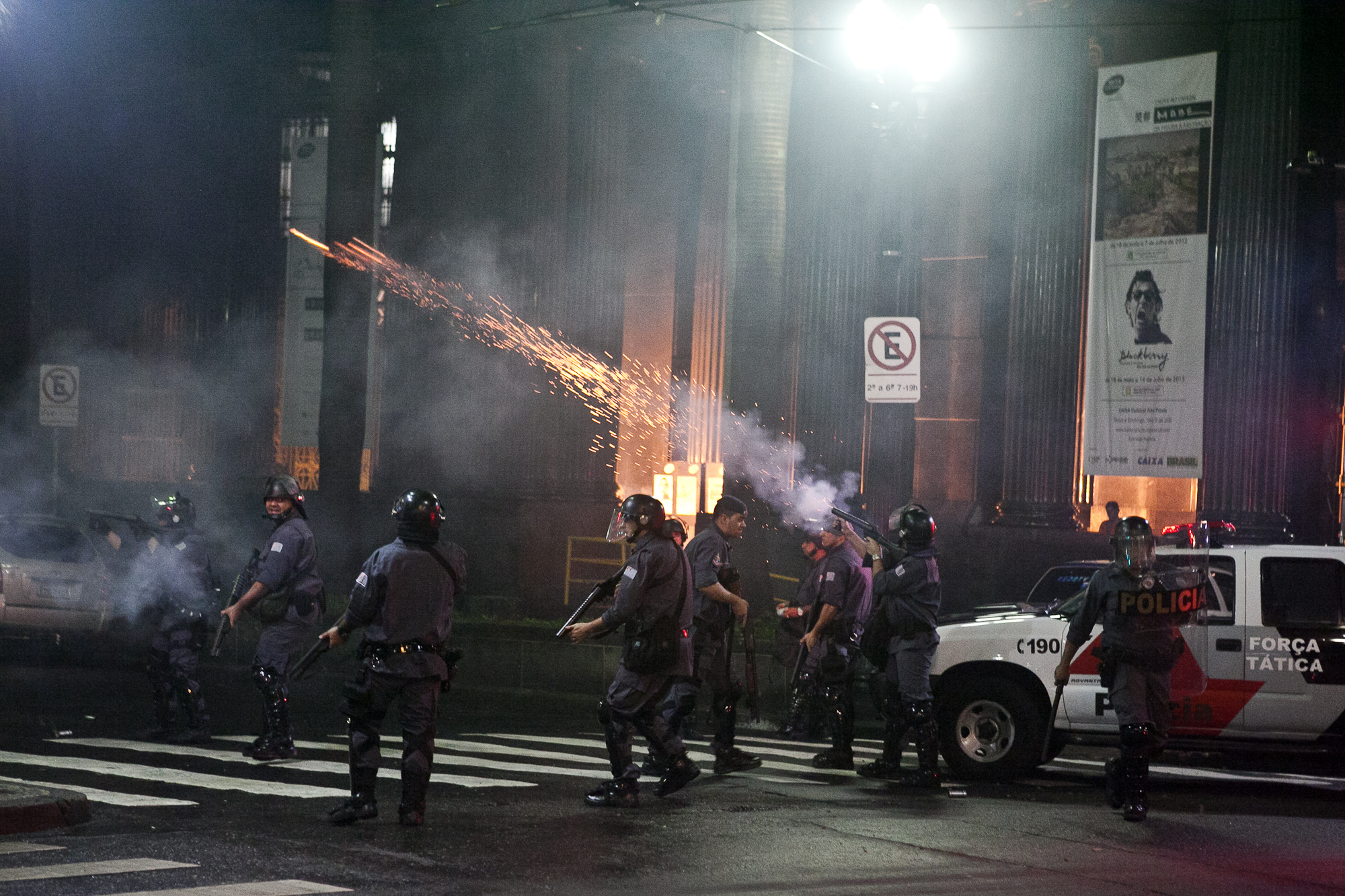
2011年，巴西警方在聖保羅向參與抗議的示威群眾發射催淚彈

催淚彈是透過燃燒加熱蒸發、或炸藥爆炸等方式，釋放裝填在彈體內的催淚劑，並以煙霧或細微粉粒散佈到空氣中。依照刺激劑施放方法的不同，催淚彈可以分成爆炸分散型催淚彈、及燃燒型（熱分散型）催淚彈兩種。爆炸型催淚彈是把炸藥裝在彈體內，在使用時借助爆炸的能量炸開彈體，將催淚劑直接釋放出來。這種催淚彈的特點是在瞬間完成催淚劑的釋放，並且彈體將會炸裂、及伴有爆炸聲。
燃燒型催淚彈則是把催淚劑粉末與煙火劑（燃燒劑）壓裝在彈體中，透過引信點燃混合裝藥。借助煙火劑燃燒產生的熱量，催淚劑會被加熱蒸發或昇華，大量的蒸氣透過彈體外殼預製的排煙孔高速釋放，在空氣中遇冷凝結成極小的固態微粒，很快散佈成為煙霧。懸浮在空氣中的煙霧能覆蓋較大的空間，並且起到刺激作用。這種催淚彈的特點是整個催淚劑的釋放過程會持續20秒左右，且彈體不會發生爆炸或破裂。
依照投射的方式，催淚彈可以分成用手投擲的防暴手榴彈、用槍發射（使用防暴槍或步槍）的槍榴彈、以及專用發射器（如煙霧罐）幾種。催淚彈的彈體通常使用塑膠、硬紙板等非金屬材料製造，在爆炸時不會形成殺傷破片。催淚手榴彈主要由刺激劑、彈體、引信等組成，而槍榴彈則會有發射藥、推進和穩定裝置。催淚槍榴彈通常使用37公釐氣步槍、防暴槍或氣手槍發射，施放氣體的射程在50公尺至400公尺範圍間。另外，還有用玻璃或玻璃頭部的小型容器製成的碰碎型催淚彈，內裝有西恩、西埃斯、辣椒素液體，無需引信等裝置。而部分裝有刺激彈藥的砲彈、火箭彈和手榴彈等彈藥，亦被統稱為「催淚彈」。

## 症狀影響

### 刺激作用

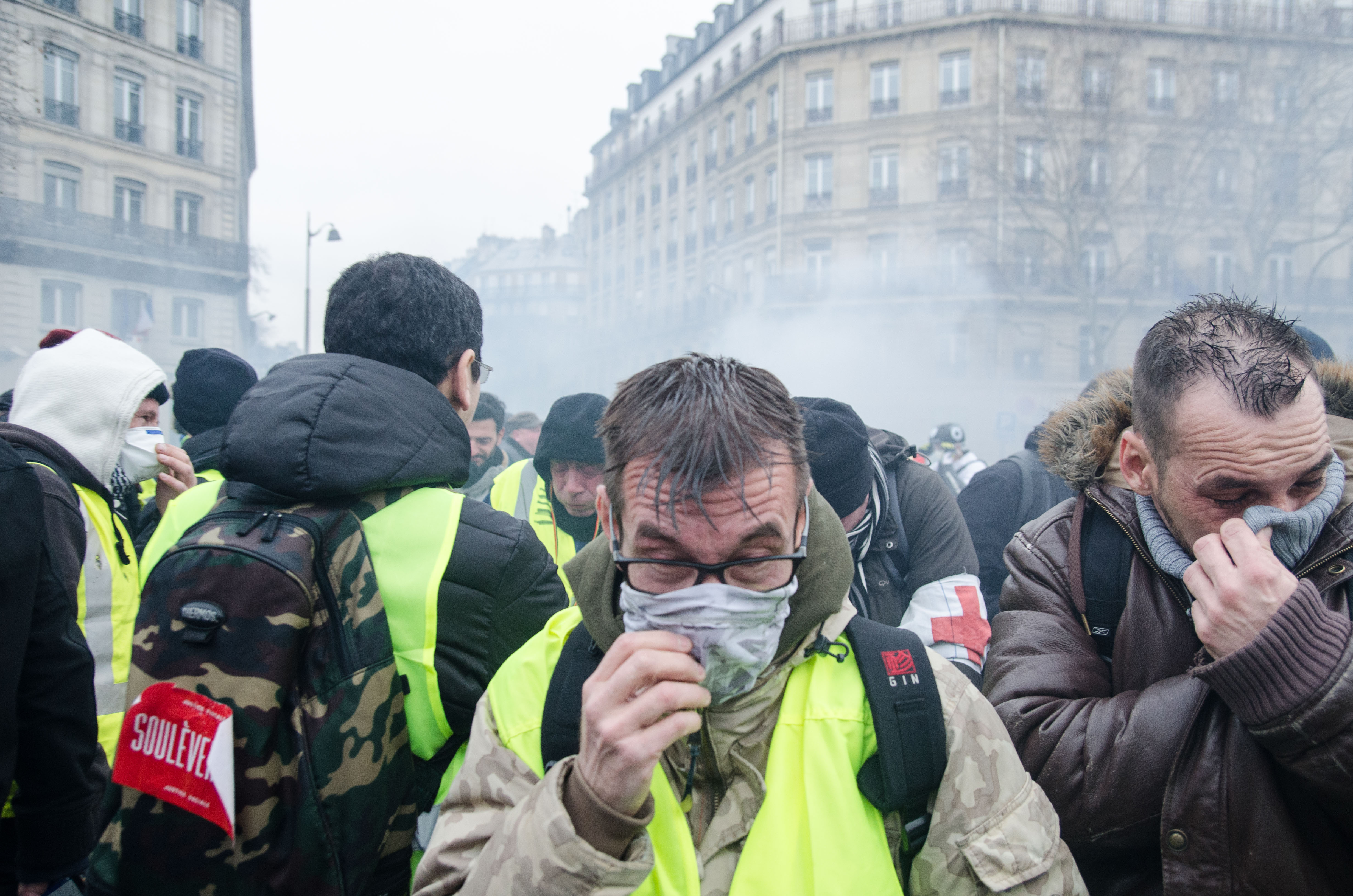
2019年，在法國巴黎參與黃背心運動的示威者遭遇催淚彈襲擊

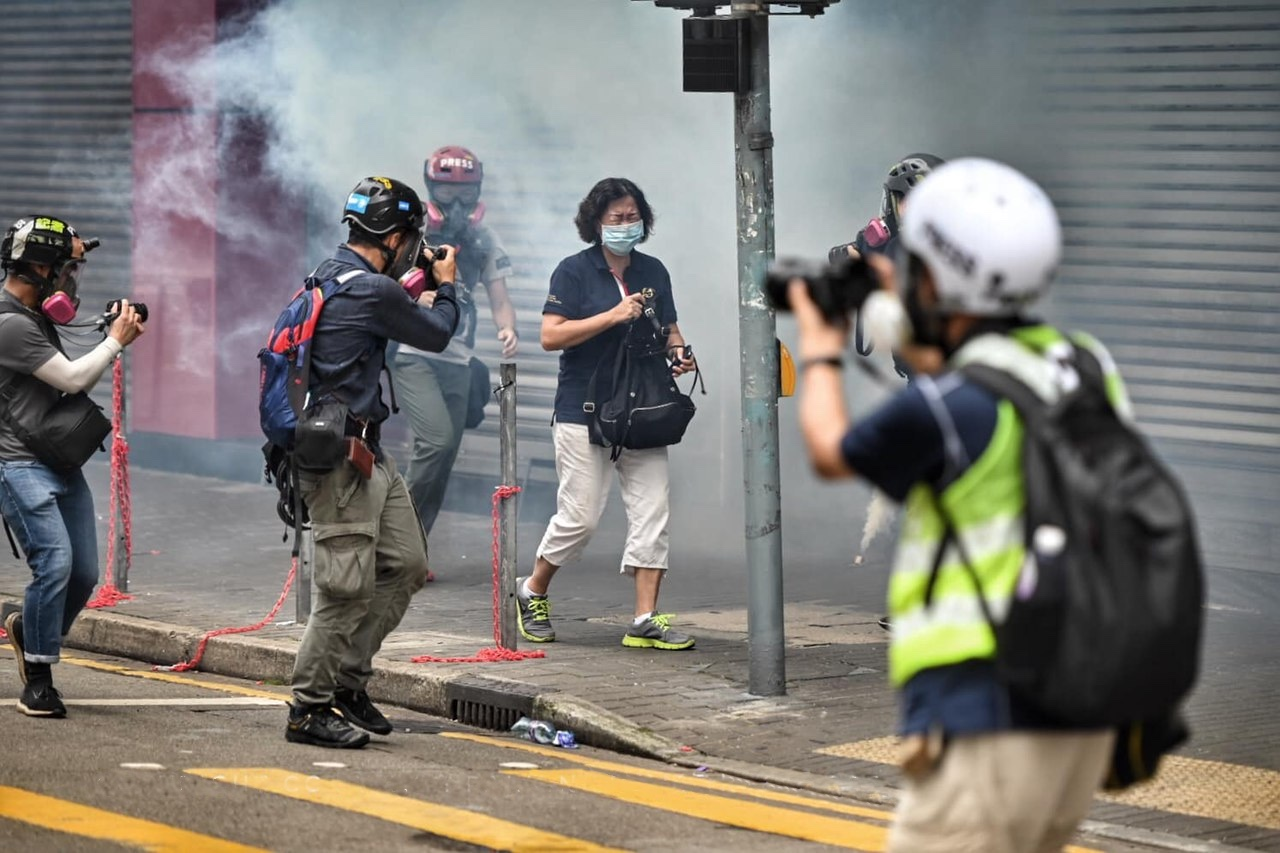
2020年5月24日在香港的反惡歌法大遊行 ，有婦女遭遇催淚彈襲擊，神情痛苦

催淚劑物質會刺激體表，通常是附著在眼睛、鼻子、口腔、皮膚和肺部的黏膜部位，使其更容易受到化學物質的影響。催淚彈以強烈刺激眼睛為主要症狀。不過科學家對於催淚彈的生化機制了解不多。斯文-埃里克·滕德便發現，催淚物質對於神經上的TRP離子通道是一種激動劑，會引發疼痛、發炎、紅腫等反應。在2008年的研究中，不具有TRPA1通道蛋白的實驗老鼠，對於催淚物質的反應行為較不強烈。這些催淚劑生效所需要的劑量低，而致死劑量則相當高。
這些催淚劑會強烈地刺激眼睛，而對人體其他部位作用較小。在濃度極低的情況下，催淚氣體會刺激人類眼睛部位，導致劇烈的疼痛、大量流淚、暫時失明、怕光、眼瞼痙攣、難以張開等。而在高濃度時，催淚彈對於上呼吸道與皮膚組織會產生一定的刺激作用，並有劇烈噴嚏、持續咳嗽、嘔吐、噁心、胸痛等主要症狀，且會讓潮濕多汗的皮膚出現紅腫、疼痛和燒灼感。雖然這些氣體本身的影響通常僅限於輕微的皮膚炎症狀，但也有可能出現更嚴重的併發症。
人的眼睛通常只要接觸到各式催淚劑幾秒鐘，最多不超過1分鐘，便會立即產生刺激作用，在1分鐘至2分鐘後劇烈疼痛、流淚，且難以忍受。其中，暴露在西埃斯氣體20秒至60秒後，通常會出現刺激症狀，在離開該區域30分鐘後才得到緩解。胡椒素則會讓人立即出現運動協調失常等症狀。這類效果會持續幾分鐘到幾十分鐘，隨著時間經過自然消退，亦能以清水或生理鹽水處理。由於只有少數人接觸過催淚物質，相關的長期影響尚不清楚。2014年，有研究指出吸入催淚彈平均8次以上者，長期出現有痰、咳嗽與胸痛的情況，是其他人的2倍至2.5倍。亦曾有人因催淚彈的味道而罹患創傷後壓力症候群，而經常無故聞到催淚彈味道。
2019年12月，在香港一名患有哮喘的50多歲女士多次吸入催淚煙，曾因呼吸困難入院留醫，最終不治。女兒質疑催淚煙有害導致母親離世，希望社會關注催淚煙的禍害，並要求警方公開催淚彈成分。

### 可能風險

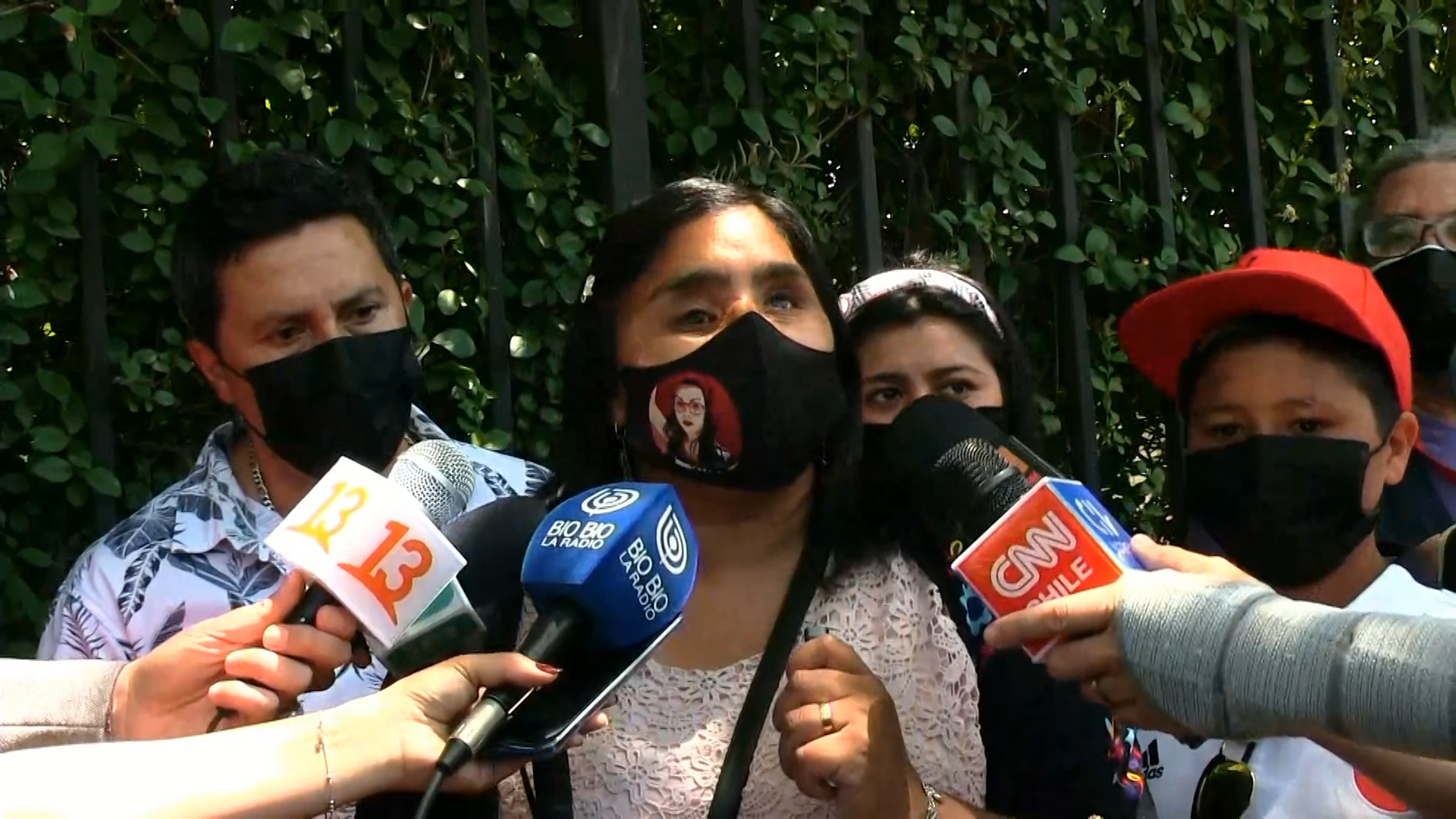
智利參議院議員法比奧拉·坎皮萊2019年的示威中被手擲式催淚彈擊中面部，結果雙眼永久失明

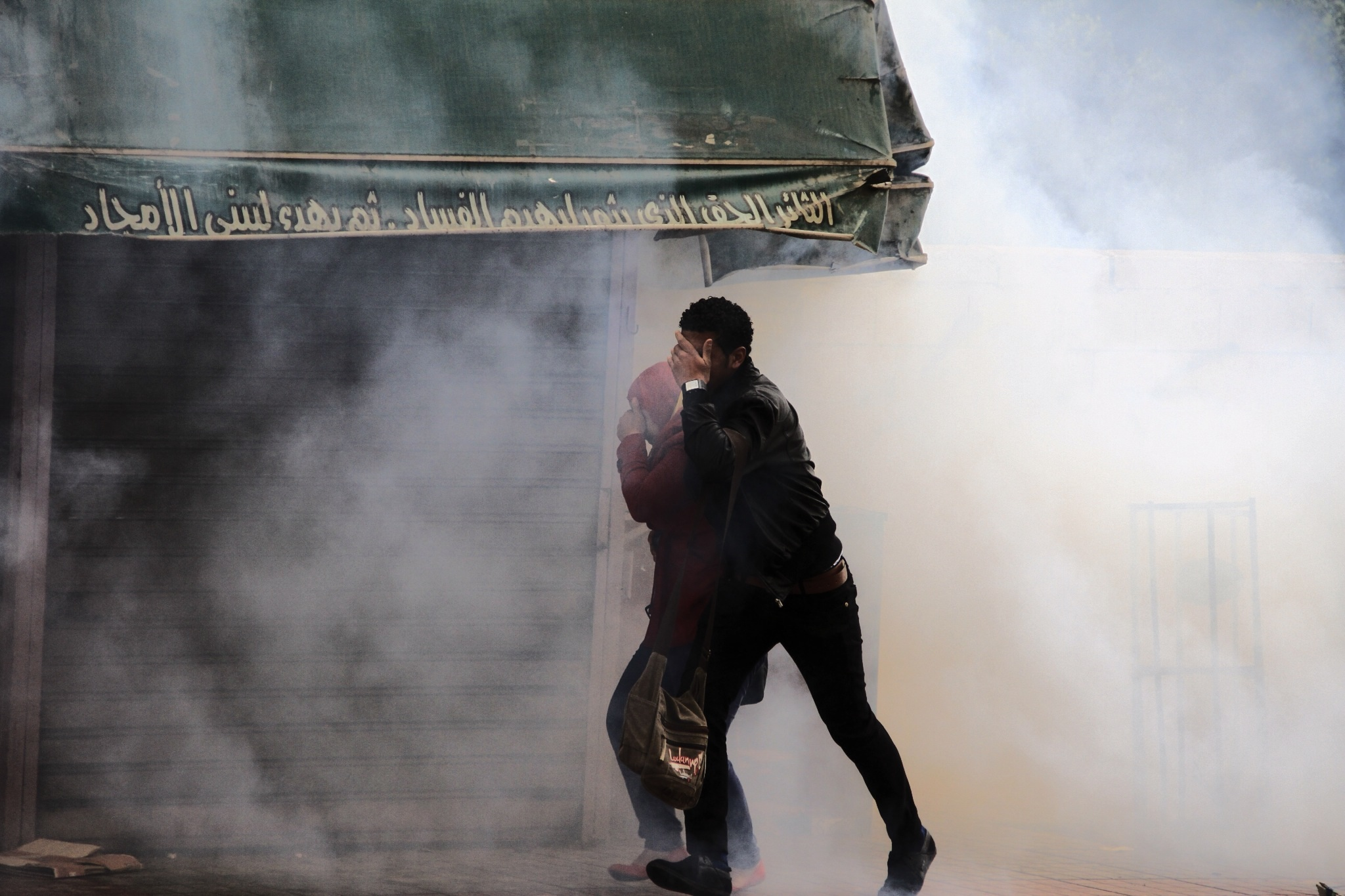
2013年，埃及開羅艾資哈爾大學的示威民眾盡速離開催淚氣體的範圍

美國國家學院毒理學委員會認為，不同人對於催淚彈的藥物耐受性和反應可能存在相當大的差異。與所有非致命性或低致命性武器一樣，在嚴重的情況下，使用催淚彈可能造成永久性傷害或死亡的風險。一些研究發現罹患氣喘、肺病等呼吸系統疾病病患與吸菸者，都是受到催淚彈傷害的高風險人群，可能需要轉往醫院治療、甚至是使用呼吸器。當裸露的皮膚接觸到西埃斯型催淚彈時，可能引起皮膚化學灼傷、起水皰和流膿，需要數個星期才能痊癒，或是誘發過敏性接觸性皮膚炎，香港亦有老婦接觸催淚彈氣體後皮膚出現嚴重皮炎及水疱滲血，經皮膚科醫生診斷後證實是催淚煙過敏引起。
當人們近距離遭遇催淚彈、或直接暴露在外時，可能因為嚴重刺激引發結膜炎、頭痛等症狀，或是因為角膜受損等眼球外傷而永久性喪失視力。而反覆或高濃度接觸催淚氣體，亦會增加罹患呼吸道疾病等嚴重併發症等風險。甚至有香港的前線記者連續5個月反覆接觸催淚氣體後，身體上出現氯痤瘡，而氯痤瘡是目前唯一可確認人體積存高濃度二噁英的表徵。二噁英等類戴奧辛物質可由CS催淚毒劑經熱分解與熱聚合作用產生，在存在CS催淚毒劑熱分解生成的有機化合前驅物的情況下，毋須催化劑的幫助，即可隨高溫生成各種不同的類戴奧辛物質。在施放個位數催淚彈的情況下，少量的催淚性毒氣，經熱分解與熱聚合反應，所能形成二噁英及類戴奧辛物質的產量，因原始母群體較低，而使毒性物質產量亦相當低，尚不足對人群造成危害。但在香港的反對《逃犯條例》修訂草案運動中，一天內可向單一地域，發射逾千發催淚彈的情況時，大量的催淚性毒氣瞬間被釋放的情況，促使的大量的二噁英等類戴奧辛物質被形成，進一步對人體產生危害。相對亦使香港的前線記者，所遭受的二噁英汙染，是由焚燒輪胎和塑料製品所致的可能性降低 。在嚴重的情況下，催淚彈還有可能導致窒息。2011年，一位巴勒斯坦婦女在抗議行動中，因為催淚氣體無法呼吸，最終死亡。
在室內使用催淚彈十分危險而且不適當。南非民權律師麥可·鮑爾（Michael Power）表示在室內使用催淚彈會導致恐慌，造成人踩人事故；而且示威人群有機會無法從催淚氣體中逃脫，可能會導致死亡。相關情況亦有致死案例。在2013年的埃及政變抗議活動中，首都開羅警方曾向囚犯卡車投擲催淚彈，造成37名穆斯林兄弟會支持者死亡。
部分報導還指出，埃及抗議者撿到的過期催淚彈可能毒性會更強。對此，英國利茲貝克特大學學者史蒂文·萊特（Steven Wright）指出，如果經過足夠長的時間，化學物質將在彈體內分解，催淚彈的效力便會下降。相對地，委內瑞拉西蒙·玻利瓦爾大學教授莫妮卡·克勞特爾蒐集政府在2014年使用的催淚彈，研究結果顯示有超過72%的催淚彈已經過期，並分解成非常危險的氰化物、光氣和氮氣。
香港大學化學系博士，香港中文大學前講師鄺士山博士認為，中國和伊朗製造的催淚彈因為使用含有鎂粉和鋁粉作為還原劑的發熱材料，燃燒溫度可高達攝氏3300度、均溫低於攝氏2000度；其他國家的催淚彈多使用碳粉和矽粉作為還原劑，溫度最高為攝氏1500度，均溫低於攝氏1000度；由於中國製催淚彈的作用溫度極高，一旦被直接擊中更容易造成燒傷；在2019年11月2日香港的反送中運動中，便有一名義務急救員被中國製催淚彈擊中背部，造成大面積的三級燒傷，須要接受植皮治療。由於CS催淚毒劑超過攝氏400度就會分解，所以溫度越高的催淚彈，彈內裝填的CS毒劑須更多，而CS毒劑在高溫分解出的有害物質，目前已知的包含可能導致肺積水的鹽酸氣體（HCl）、劇毒且致命的氰化氫（HCN）及二噁英，所以作用溫度越高如中國製催淚彈不但CS毒劑裝填量多，所釋放出的有害毒物也多許多。在大氣環境下，溫度越高，有機分子越容易分解，CS催淚毒劑熱分解的部分有毒產物，如一氧化氮會迅速與空氣中的氧氣反應，形成具有強烈刺激性與腐蝕性的二氧化氮。警方聲稱在抗議示威中，二噁英等致癌物亦可由焚燒輪胎和塑料製品等產生。食物及衛生局局長陳肇始承認政府對警方所使用的催淚煙成分資料了解有限，忠告是建基於過去文獻及研究而制訂，婦女如接觸催淚氣體後，兩小時內應避免為嬰兒餵哺母乳，在餵哺前或接觸嬰兒前應更換衣服及徹底清洗頭髮和皮膚。在香港有「火博士」之稱的香港科技大學化學系講師陳鈞傑博士指出催淚彈成份中的CS催淚氣體含有氯和苯環，完全符合產生二噁英的結構，所以着地燃燒能釋出二噁英，而燃燒PVC製品也能產生少量二噁英。
催淚彈可引發火警，在2019年7月28日香港警方鎮壓反送中示威時曾發射美製催淚彈，而每發美製催淚彈的彈殼都印有「不得直接射擊他人」、「只可在室外使用」及「使用時或會起火」等警告字句。在2019年11月18日的香港理工大學衝突期間，香港警方於上午10時45分在尖沙咀柯士甸道發射大量催淚彈，有民居遭催淚彈射爆玻璃窗及被催淚彈引起的火警焚毀，而在彌敦道有報攤檔販稱其報攤被警方發射的催淚彈引燃的火警焚毀。

## 應用場合

### 主要用途

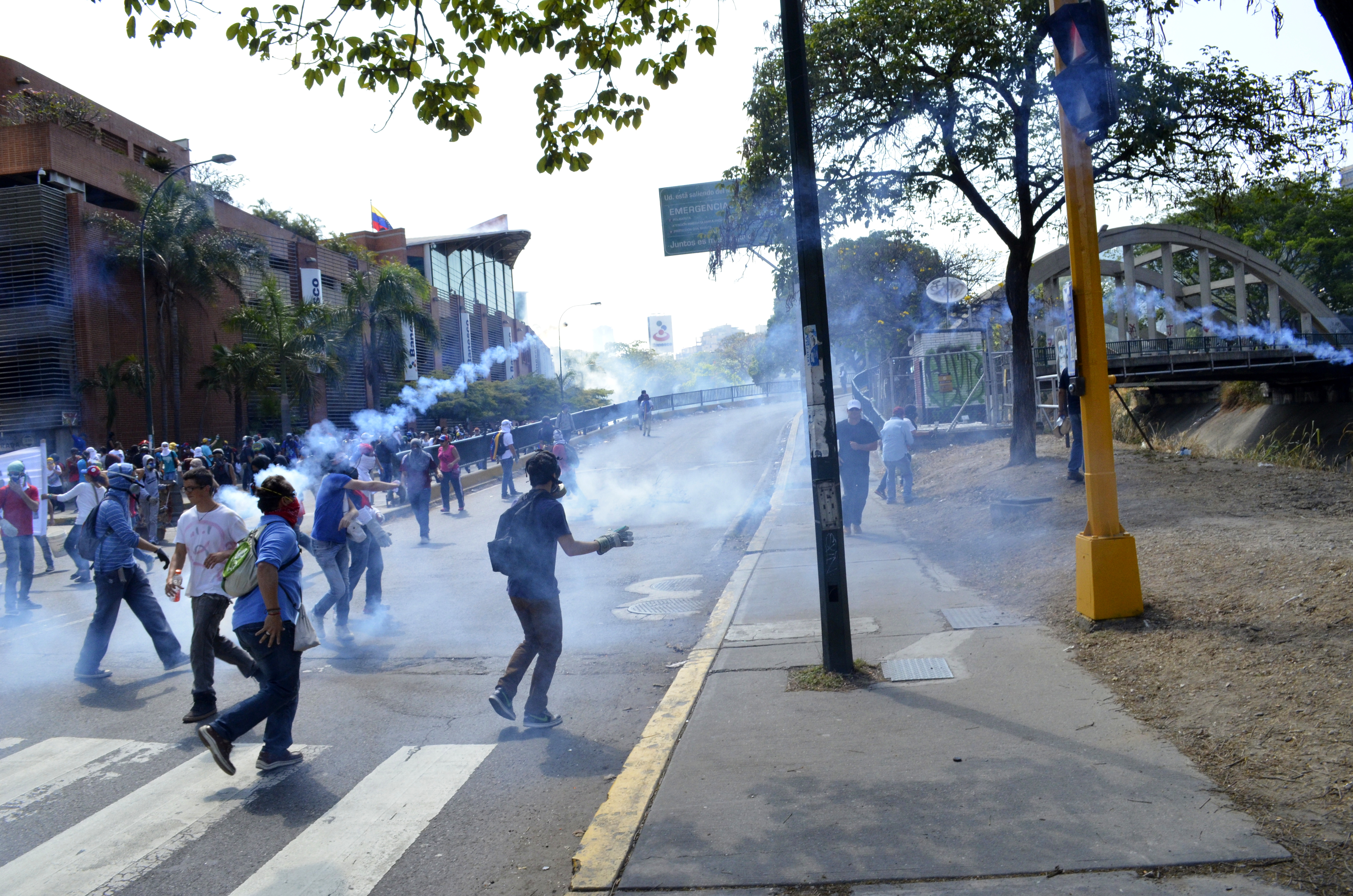
2014年，委內瑞拉國家警察向試圖前往委內瑞拉廣場的2014年委內瑞拉抗議發射催淚彈

作為一種防暴彈藥，催淚彈的攻擊範圍大、能遠距離施放，是在非致命性武器中效果最好、使用最廣泛的彈種。催淚彈主要在防暴作戰、維持和平行動、戰術戰役等場合使用，特別是驅散群體性有生目標部分，例如非法集會、遊行、示威、佔領、聚眾鬧事、及騷亂等；也可攻擊藏身在封閉或半封閉空間內的個別目標，或是將恐怖份子從隱蔽處驅趕出來。在所有防暴器材中，催淚彈被世界各國的警隊等治安機關使用，廣泛應用在鎮壓騷亂的場合，迫使人們服從或驅散示威人群。此外，美國邊境巡邏隊人員亦曾向越過邊境的移民使用催淚彈。
對於催淚彈常被稱作是「最低武力」，英國里兹大學環境毒理學教授阿拉斯泰爾·海伊便指出，使用西埃斯型催淚彈意味著避免使用不同彈藥，但仍然有可能導致死亡。而因為暴露在催淚氣體中而死亡的人數相當少，他認為這解釋為何大多數國家都將催淚彈視為可以使用的工具。但是美國人權醫師組織成員羅西尼·哈爾（Rohini Haar）則表示很少有出動催淚彈保障公眾安全撤退的情況，而是有愈來愈多警察使用催淚彈引起民眾恐慌、混亂的事件，並且因為踩人行為而發生大規模的死亡事故。因此，他認為考慮到受傷的風險，幾乎沒有使用催淚彈控制人群的理由。
催淚彈在開放空間的作用亦相對有限，特別是在有風的時候很容易被吹散。而根據需要，催淚彈被製作成多種形式和規格。例如，瞬時型催淚彈能迅速產生一定的刺激濃度，持續型催淚彈則是讓施放時間延續幾十秒到幾分鐘。空爆型催淚彈可以減少爆炸衝擊波對於人群的傷害。部分催淚彈在投出後能跳動或不規則旋轉，亦有催淚劑裝藥會將金屬彈殼燒紅，這些可以防止他人將正在施放刺激性煙霧的手榴彈被扔回。而在2018年，以色列警方在加薩走廊的示威衝突中，曾使用無人飛行載具發射催淚彈。
警用催淚彈對於刺激作用以外的殺傷效果有嚴格的限制，通常不能產生破片殺傷，並有相當高的安全性。同時還有提供給軍隊使用的催淚彈。通常軍用催淚彈則對刺激作用以外的殺傷效果並無限制，有些彈藥的威力相當大。武裝部隊還經常使用催淚彈進行軍事戰鬥訓練，但有研究指出這類氣體會造成軍人肺部受損。但是相對於催淚彈已經禁止在戰場上使用，各地政府用來驅散示威平民屬於「合法」行為，斯文-埃里克·滕德便曾批評這「不合邏輯」。而相對於警察使用化學物質清場，亦曾有示威者投擲含有苯二胺粉末的化學物質對付警員。此外，催淚劑還是個人正當防衛器材中常用的刺激劑。

### 遭到擊中

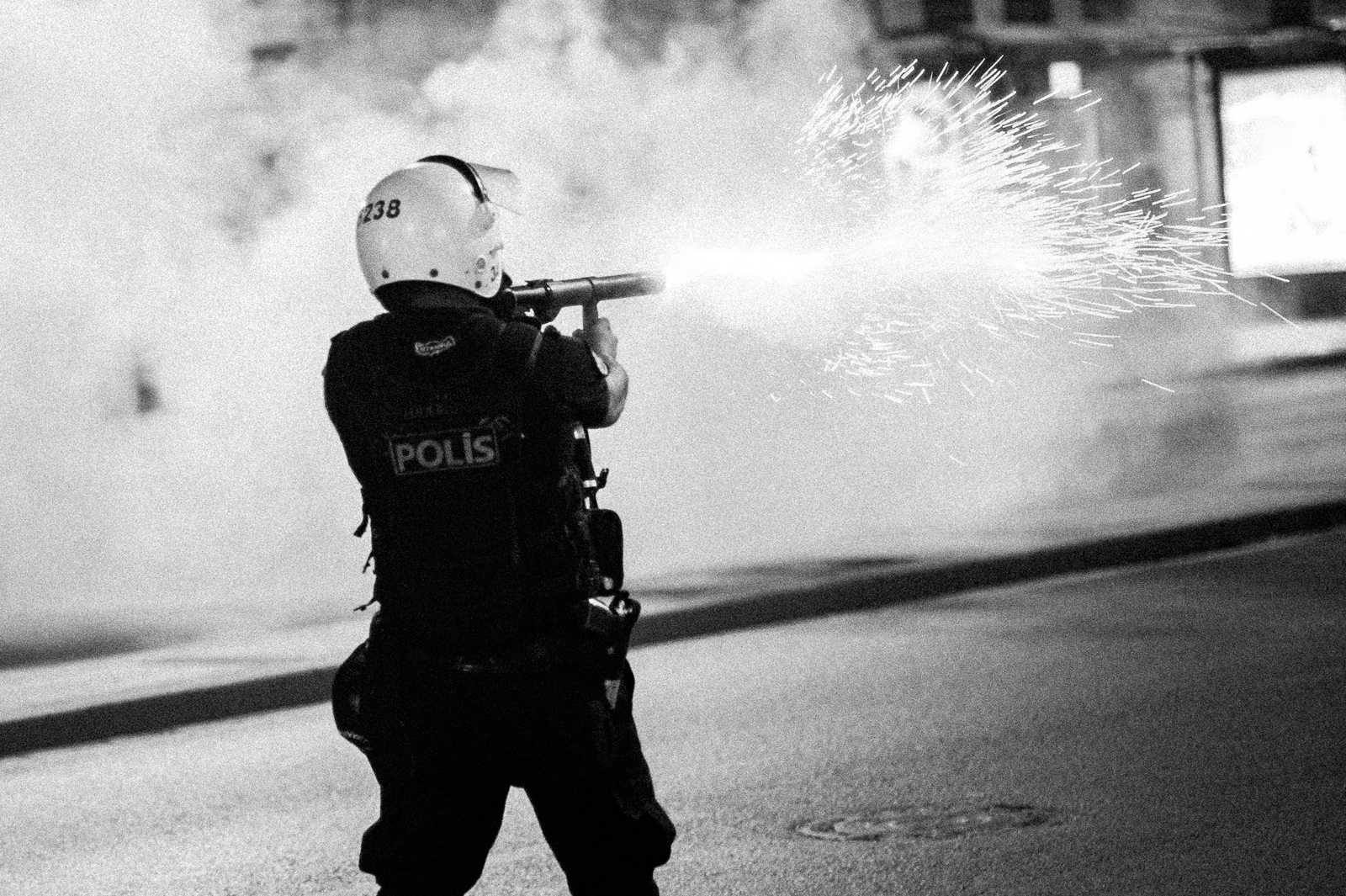
2013年，土耳其警方向伊斯坦堡塔克西姆蓋齊公園附近的抗議人士發射催淚彈

在以驅散人群作為目的時，催淚彈製造商和指引為了避免傷及群眾，通常會警告不要直接向人以平射方式發射，而應該向天空發射，但是這點不一定獲得遵循。在過去，便曾經發生過因為被催淚彈彈體擊中，出現嚴重的瘀傷、視力喪失、腦部受傷、顱骨骨折、甚至是死亡。在一份由伊朗團隊完成的檢查報告中，在2008年至2009年間18件催淚彈造成的嚴重血管損傷，有44.44%的傷者伴隨神經損傷，並有高達16.66%的人必需截肢；亦有報告指出催淚彈擊中年輕人頭部的例子，當中有1人死亡。
在個別案例的部分，印度曾發生過催淚彈擊中抗議少年頭部致死的事件。以色列士兵也曾向抗議人士發射催淚彈，並且造成傷亡，不過以色列國防軍表示是採取間接瞄準的指引。國際特赦組織曾批評委內瑞拉政府直接對人發射催淚彈，造成至少1名示威者死亡，同時還有住宅樓層被攻擊。而在2018年的黃背心運動中，許多法國防暴警察故意近距離朝群眾頭部開槍，造成不少重傷，便有女性因為被警方發射的催淚彈擊中而死亡。香港在2019年反修例運動初期，香港警方在6月12日已多次以水平方向將催淚彈直接射人，在11月13日有青年被直接打中頭部重傷當場倒地昏迷，在12月16日有記者被催淚彈直射頭部顴骨受傷。
此外，從2011年以來，法國是歐洲唯一一個允許使用GLI-F4特殊催淚彈的國家，該款催淚彈混合少量的三硝基甲苯炸藥，導致抗議者將面臨到更危險的身體威脅，而有可能被炸傷殘廢。其中在黃背心運動中，便有數名示威者的手指因為這種催淚彈炸飛。

## 產業銷售

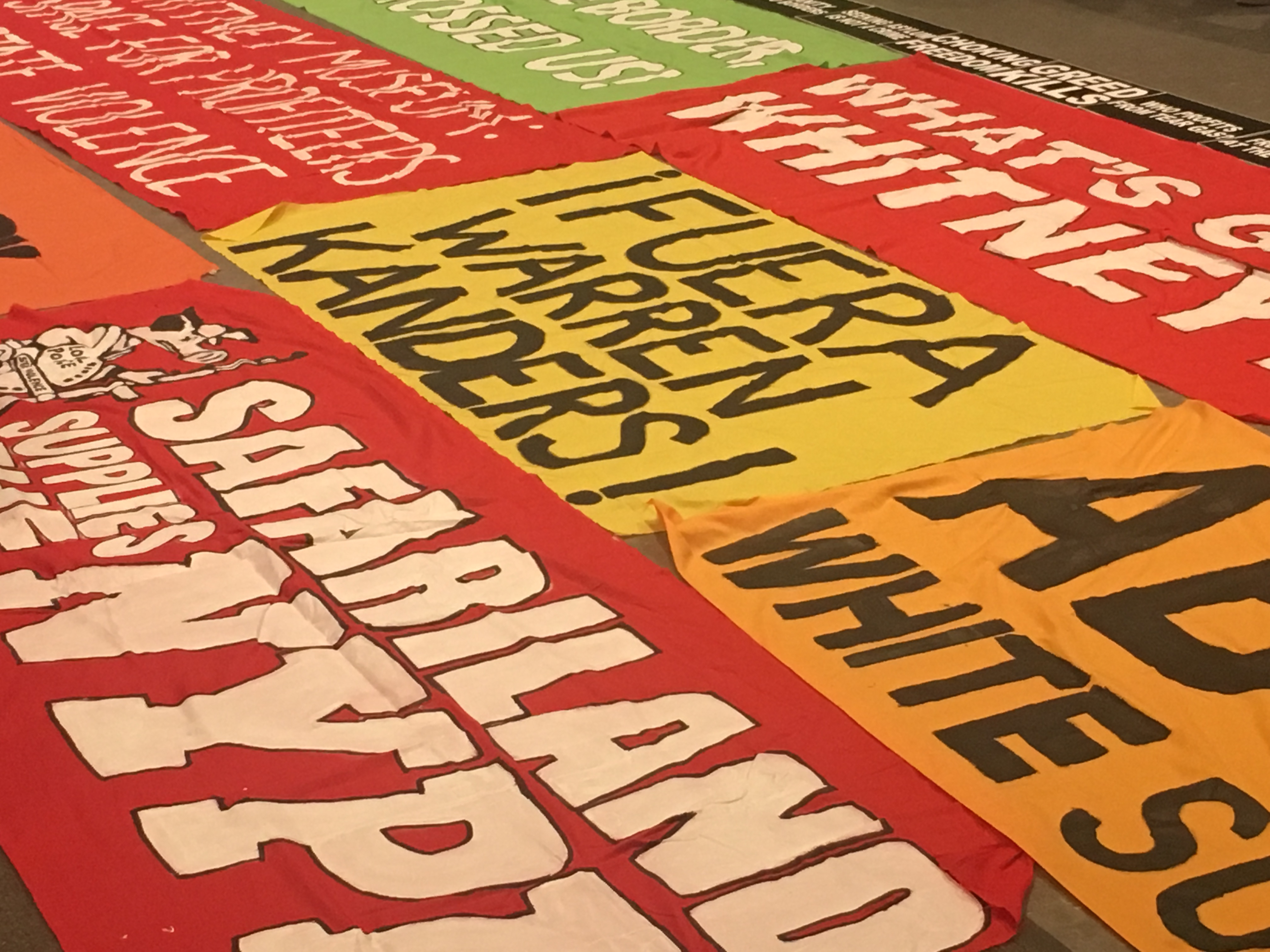
2019年，美國惠特尼美國藝術博物館有關抗議薩菲麗蘭德的橫幅

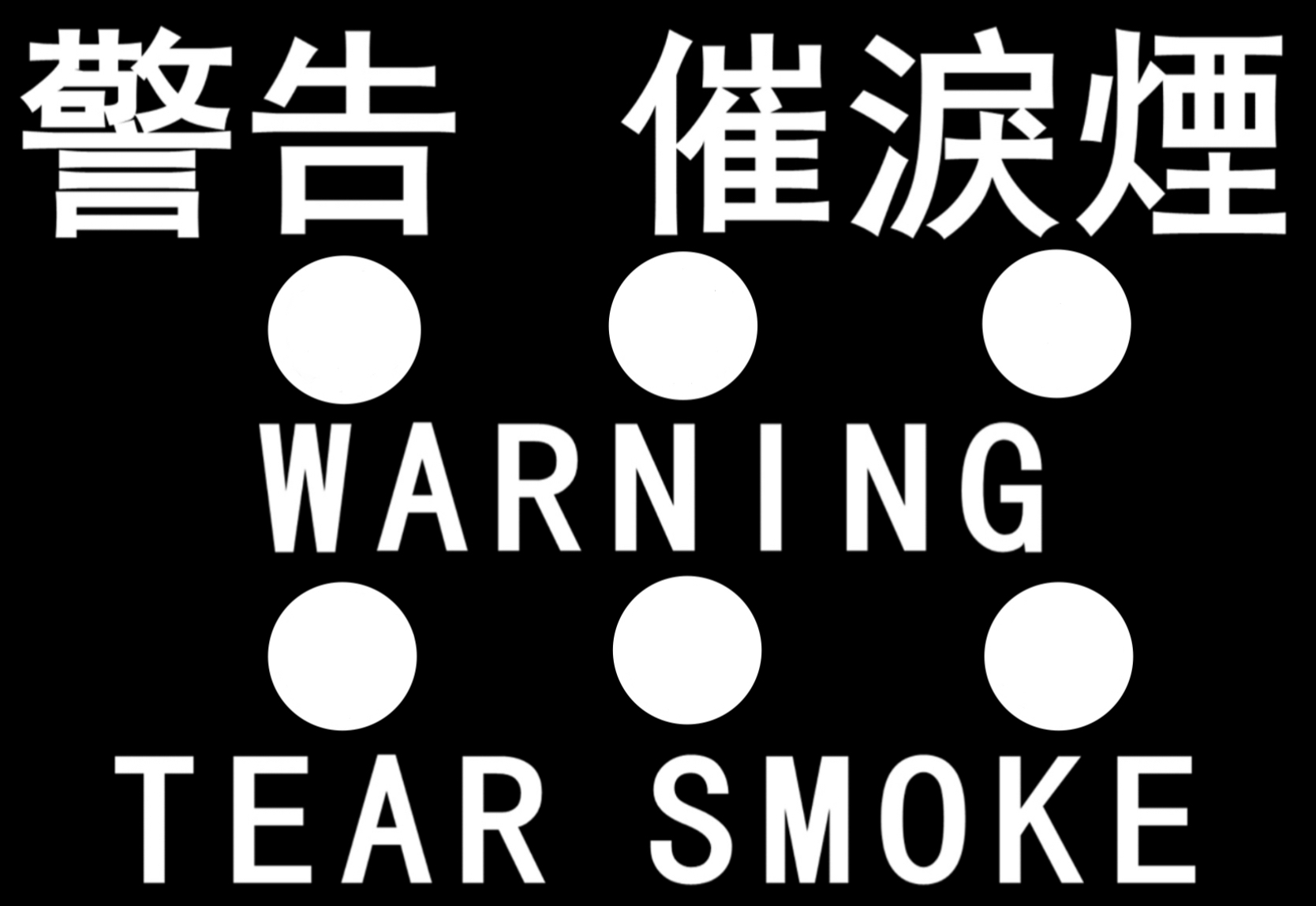
香港警察及香港入境處緊急應變隊專用发射警告

在1960年代，隨著美國國內歷經多次抗議和鎮壓，促進催淚彈的全球產業體系初步建立。在這當中，前軍方專家雷克斯·阿普爾蓋特等代表們，憑藉著這段時期的經驗，開始出版各種有關催淚彈的使用手冊、科學普及讀物，並訪問多個國家警隊宣講培訓。在歷經1980年代的保守主義、及1990年代的通訊技術高速發展，以催淚彈為主的街頭防暴技術增長成為全球的產業體系一環。而自從2011年阿拉伯之春、佔領華爾街和智利學生運動以來，全球防暴工業的訂單便快速增加。
其中，美國賓夕法尼亞州的聯合系統公司和Non Lethal Technologies、及佛羅里達州的薩菲麗蘭德持續主導著催淚彈市場。聯合系統公司曾向埃及和突尼西亞出售催淚彈，引發抗議組織的抵制。Non Lethal Technologies的催淚彈則主要被用在巴林、希臘、土耳其等地的抗議中。薩菲麗蘭德的客戶則有美國、土耳其、巴林、科威特等地，部分催淚彈被用來阻止美墨邊界的移民。其他像是在2011年至2014年，南韓大光化學向24個國家出口300多萬枚催淚彈，主要銷往巴林、緬甸和孟加拉。
而相關的出口網絡經常受到過往殖民地時代的世界體系影響，例如香港在雨傘革命和反對《逃犯條例》修訂草案運動中所使用的催淚彈，大部分是由英國公司Chemring Defence出售進口，但因為香港警方被指濫暴及違反人權，香港於2019年年中被歐美國家斷供催淚彈，經歷近兩個月鎮壓後，香港警方不但在8月初動用已過保質期的催淚彈，同年10月更須購買中國製催淚彈代替已耗盡的存貨；黎巴嫩抗議中使用的催淚彈往往產於法國，辛巴威則大量進口同樣屬於前英國殖民地南非的防暴器材。此外，巴西里約熱內盧的Condor Non-Lethal Technologies曾向委內瑞拉出口大批催淚彈。而根據業界的估計，催淚彈市場在2016年到2021年的年增長率大約有5.4%。

## 因應急救

### 主要措施

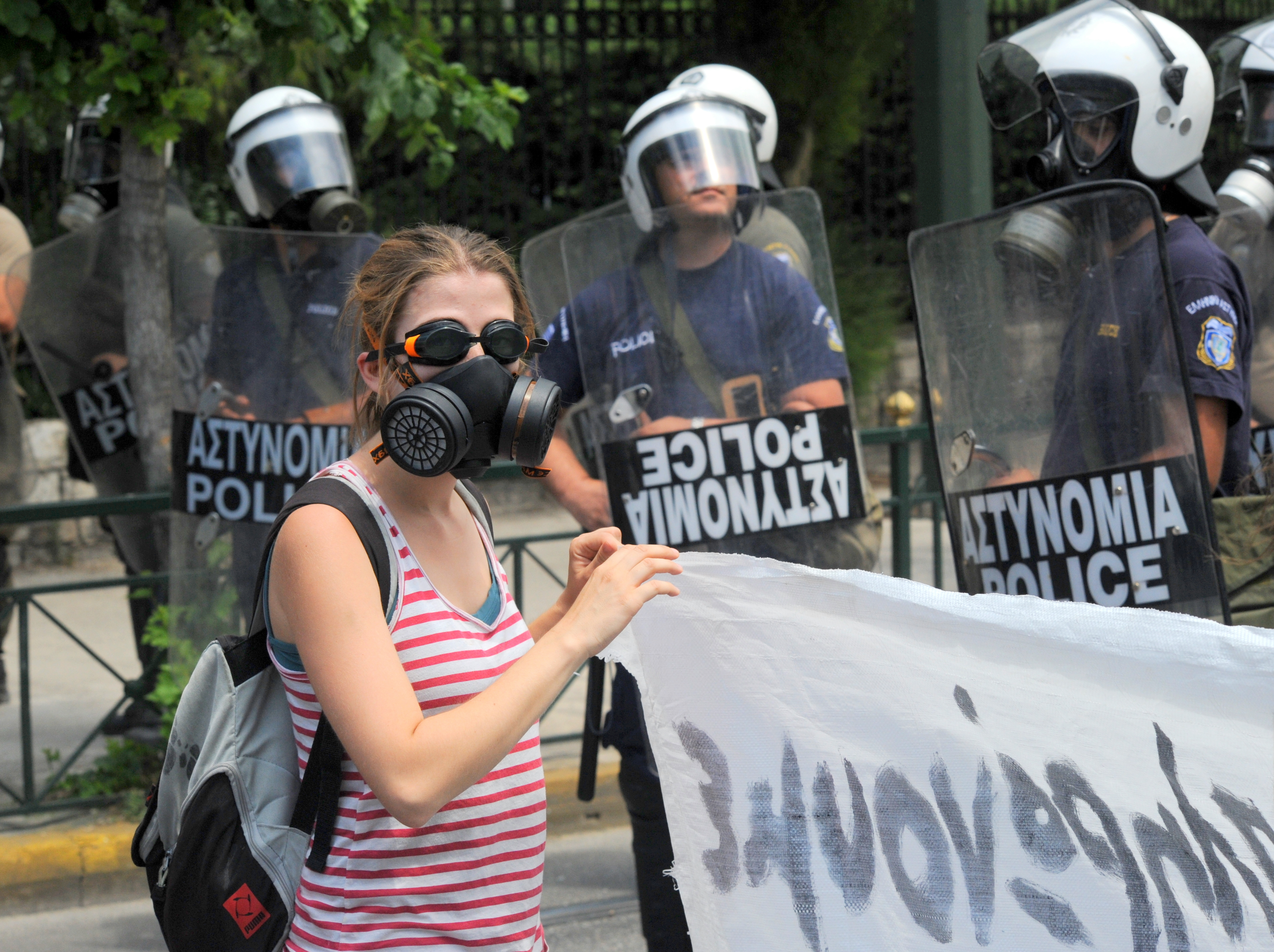
示威者經常配戴口罩和眼罩來避免接觸到催淚氣體

隨著人們對於催淚氣體的特性越來越熟悉，部分抗議者開發出各種因應和急救措施，在網際網路上亦有大量防範指南。其中，部分抗議人士使用抗酸藥（例如美樂事）水溶液對抗催淚彈的影響效果。同樣地，莫妮卡·克勞特爾也推薦使用稀釋過後的抗酸藥和碳酸氫鈉水溶液。而在遇到催淚氣體時，首先要做的行動是盡速遠離，並躲避至通風良好、有新鮮空氣的地方。由於比空氣重的西埃斯氣體會往下沉，因此不應蹲在地上。
接觸這類化學物質時，可以用各式各樣的方法盡量除去化學物質，減緩症狀。皮膚上沾上刺激煙塵，可先用乾布、棉花或紙張等將其輕輕撣去，再使用大量淨水或肥皂水，把殘留在皮膚上的催淚劑微粒沖洗乾淨。而當眼睛遭到灼傷或發生結膜炎時，標準的程序是用清水沖洗（噴水或水沖），亦可以使用碳酸氫鈉水溶液。儘管部分報告指出這種做法可能增加西埃斯氣體所帶來的疼痛，不過目前有限的證據表明清水或生理鹽水仍是最好的選擇。
一些證據則表明，用於化學飛濺的急救產品敵腐靈，可能有助於治療眼部灼傷或化學物質進入。而為了避免殘留部分微粒，部分報告建議拿掉隱形眼鏡。亦有報告指出應盡快脫掉沾染西埃斯的衣物、及避免共用受到汙染的毛巾，這些可以幫助減少對於皮膚的持續刺激反應。此外，口服鎮痛藥能減緩眼睛疼痛。而在脫離接觸或進行防護後，刺激症狀通常會在幾分鐘至數小時內自行消除，且不會造成致命性傷害。

### 其他方法

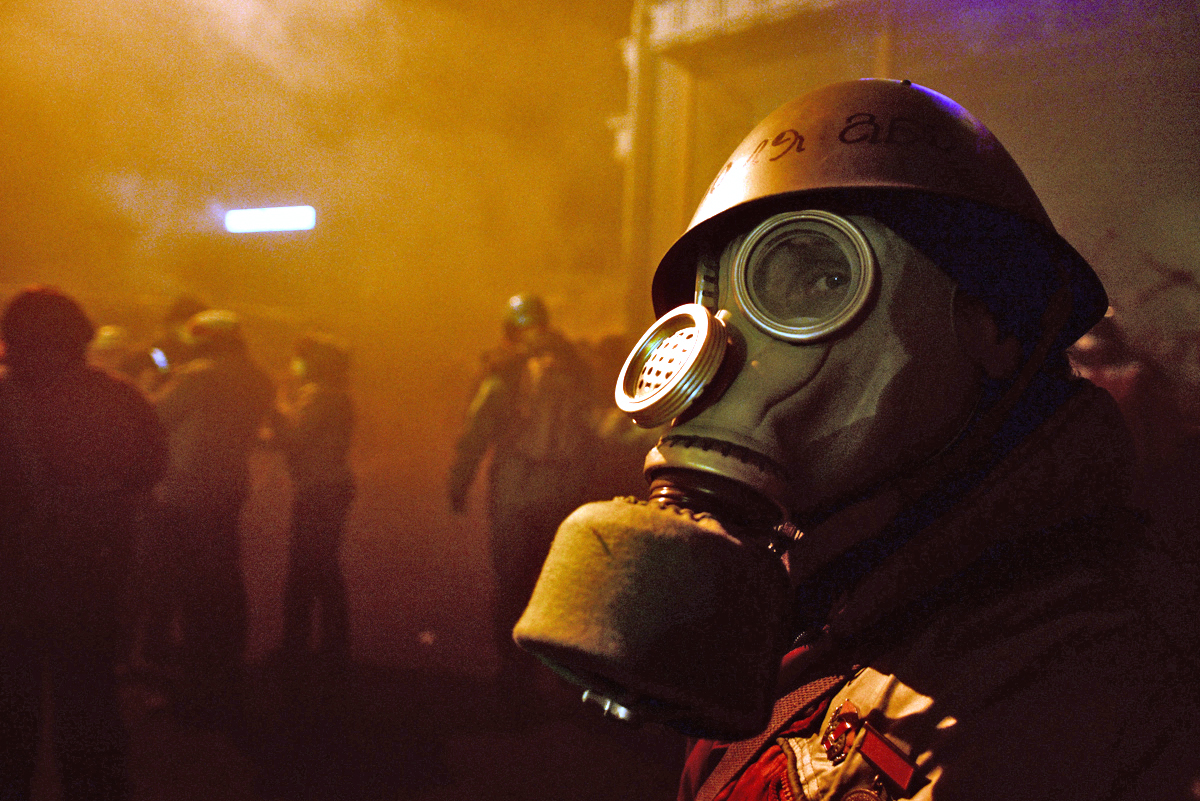
2014年，烏克蘭格魯舍夫斯基大街騷亂中一名头戴防毒面具的示威者

常見催淚彈物質沒有立即有效的解毒藥劑或治療方式。研究團隊曾經利用TRPA1的受體拮抗劑，減少催淚物質引起的刺激。但對於將受體拮抗劑應用在抗爭，斯文-埃里克·滕德接受《國家地理》採訪時，表示理論上可以如此運用，但在接觸催淚彈之前使用則可能帶來風險。他還認為受體引起的反應是為了遠離有毒化學物質，而使用受體拮抗劑可能讓人暴露在更高的劑量，並造成嚴重的化學灼傷。
與此同時，部分抗議者為了因應催淚彈，會自行使用口罩和塑料瓶（寶特瓶）製作簡易的防毒面具。與此同時，部分示威者還會合作處理催淚彈，例如使用網球拍打走催淚彈應對；而在發現射出的催淚彈後，立即放入水桶中然後密封，或是使用交通錐住灌並水撲滅減，從而減低殺傷力；滕德便表示後者能夠阻止催淚粉末氣化擴散，並舒緩刺痛的感覺，但亦有可能導致警方進一步動用武力。不過把大型催淚彈放入水桶密封的行動，亦可能有爆炸的風險。
部分活動人士提出使用乙酸、牛奶和檸檬汁等創意方法，作為處理催淚彈效果的解決方案。不過雖然有報告指出植物油和乙酸有助於緩解胡椒噴霧所造成的灼燒感，莫妮卡·克勞特爾表示由於後者是酸性液體，因此不要使用。克勞特爾還反對使用牙膏，因為其更容易吸收微粒。同時，在使用嬰兒洗髮精清洗眼睛的實驗中，並沒有顯示出任何益處。部分人士則提倡使用電風扇或吹風機吹乾這些催淚氣體，但沒有證據表明這比清洗眼睛更有效，而且可能會傳播汙染物。部分報告還指出，抗酸藥對於催淚彈、辣椒素所引起的皮膚疼痛有所幫助。